# Палау на літніх Олімпійських іграх 2020
Палау на літніх Олімпійських іграх 2020 представляли три спортсмени у двох видах спорту.